# Dragoș Dima
Dragoș Dima (* 16. Juni 1992 in Ploiești) ist ein rumänischer Tennisspieler.

## Karriere
Seine ersten Profiturniere spielte Dima bereits 2009 auf der ITF Future Tour, es dauerte jedoch bis 2012, dass er dort ersten Erfolg zeigte und ein Finale erreichte. Das Jahr schloss er zudem erstmals innerhalb der Top 1000 der Weltrangliste ab. Dies gelang ihm erst 2014 erneut, als er zwei weitere Finals erreichte und dank einer Wildcard in Brașov sein erstes Match auf der ATP Challenger Tour spielte. Nach einer weiteren Steigerung 2015 gewann Dima 2016 seine ersten fünf Futures und stand damit knapp erstmals unter den besten 300 der Welt. 2017 kam ein weiterer, 2018 zwei weitere Titel dazu.
Im November 2017 wurde der Rumäne erstmals in die Davis-Cup-Mannschaft berufen, wo er im Match gegen Österreich gegen Gerald Melzer verlor, seine Bilanz ist Ende 2018 2:1. Eine Überraschung gelang ihm im September 2018 im heimischen Sibiu, wo er erstmals mehr als ein Match bei einem Challenger gewinnen konnte. Auf den Weg ins Finale besiegte er drei Spieler aus den Top 200 und gewann im Endspiel schließlich gegen den Niederländer Jelle Sels in zwei Sätzen. Wenig später stand er mit Platz 279 auf seinem bisherigen Karrierehoch im Einzel. Im Doppel stand er im November 2018 mit Rang 847 am höchsten.

## Erfolge
| Legende (Anzahl der Siege)  |
| Grand Slam                  |
| ATP World Tour Finals       |
| ATP World Tour Masters 1000 |
| ATP World Tour 500          |
| ATP World Tour 250          |
| ATP Challenger Tour (1)     |

### Einzel

#### Turniersiege
| Nr. | Datum              | Turnier | Belag | Finalgegner | Ergebnis |
| --- | ------------------ | ------- | ----- | ----------- | -------- |
| 1.  | 23. September 2018 | Sibiu   | Sand  | Jelle Sels  | 6:3, 6:2 |